# Xã Darling Springs, Quận Adams, Bắc Dakota
Xã Darling Springs (tiếng Anh: Darling Springs Township) là một xã thuộc quận Adams, tiểu bang Bắc Dakota, Hoa Kỳ. Năm 2010, dân số của xã này là 22 người.